# 采格萊德區

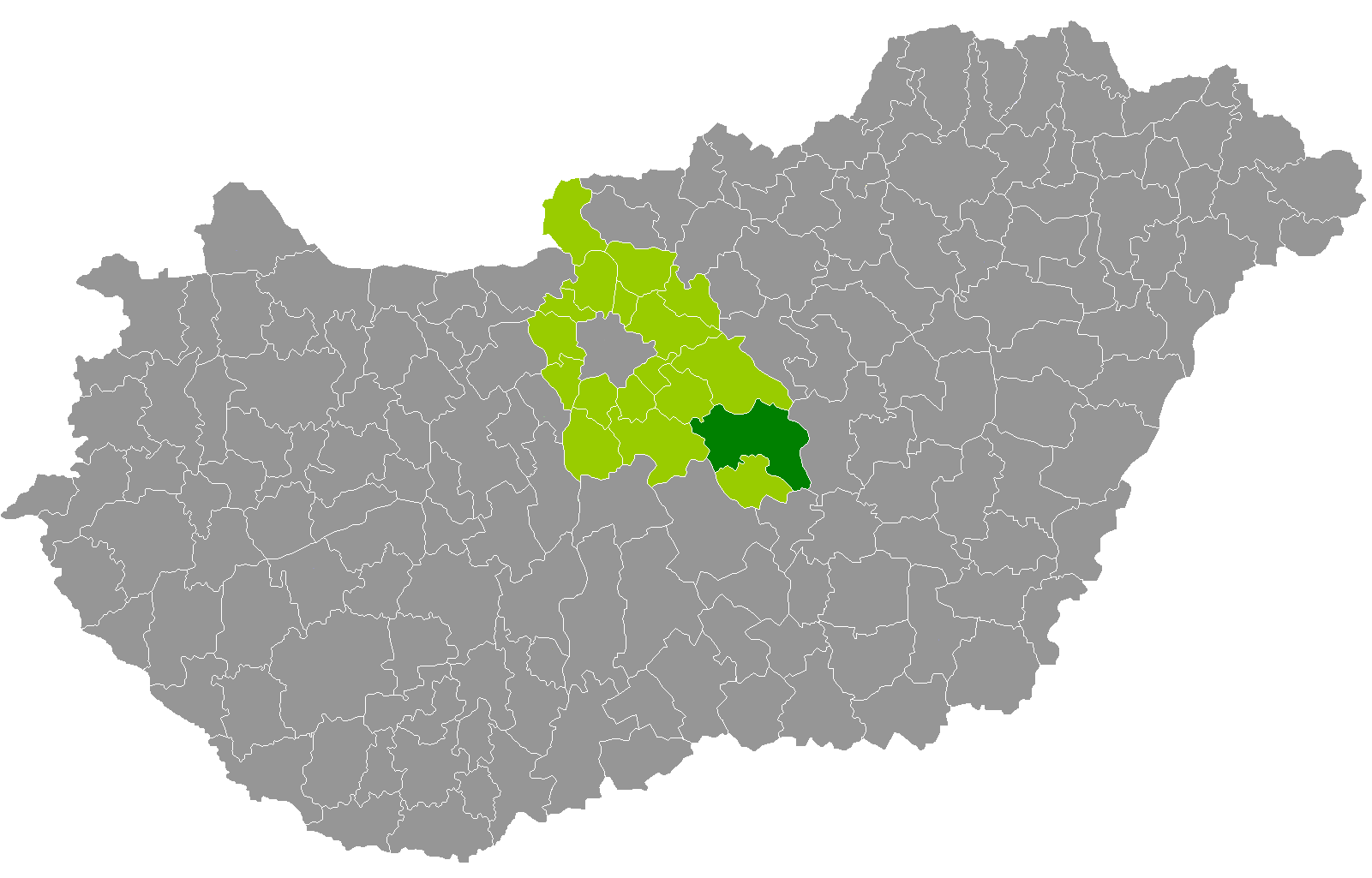

47°11′00″N 19°48′00″E / 47.1833°N 19.8000°E
采格萊德區（匈牙利語：Ceglédi járás），是匈牙利佩斯州的一個區，位於該國北部，区府設於采格萊德，面積886平方公里，2011年人口88,952，人口密度每平方公里100人。

## 市镇
采格萊德區包含3个城镇9个村庄。